# Maciej Różański
Maciej Różański (ur. 6 maja 1989 w Stargardzie Szczecińskim) – polski zawodnik mieszanych sztuk walki (MMA) oraz grappler. Były mistrz federacji EFM Show w wadze półciężkiej (2020-2021). Walczył dla takich organizacji jak m.in. FEN, ACB (aktualnie ACA), Babilon MMA czy Bellator MMA. Aktualnie związany z federacją KSW, w której zajmuje 6 miejsce w oficjalnym rankingu wagi półciężkiej.

## Początki w sztukach walki
W wieku 14 lat (2003) zaczął trenować aikido i boks, a w następnym roku (2004) brazylijskie jiu-jitsu i vale tudo. Jak sam twierdzi, w jiu-jitsu spodobała mu się rywalizacja, mała ilość ograniczeń oraz multum możliwych rozwiązań w walce.

## Kariera MMA

### Początki kariery
Karierę w mieszanych sztukach walki rozpoczynał w listopadzie 2008 roku w Niemczech od pokonania przez poddanie techniką duszenie zza pleców reprezentanta Czech, Lukasa Janda. Rok później w tym samym kraju poddał duszeniem trójkątnym rękoma Niemca, Tarika Kuzucu.
Po dwóch latach przerwy powrócił podczas gali Iron Fist 4 w Szczecinie, gdzie zwyciężył przez nokaut z bardziej doświadczonym Szwedem, Kristianem Lexellem. Dla Różańskiego było to trzecie zwycięstwo z rzędu zakończone w pierwszej rundzie.
Następnie 11 maja 2013 podczas gali Arena Berserkerów 3: Reaktywacja w Goleniowie poddał duszeniem gilotynowym w drugiej rundzie Uzbeka, Makhmuda Muradova. Do rewanżu zawodników doszło 10 grudnia 2014 w Czechach, gdzie ponownie zwyciężył Rożański, jednak tym razem na pełnym dystansie jednogłośną decyzją sędziowską.
14 marca 2015 w drugiej walce dla Areny Berserkerów wystąpił podczas gali, na której to poddał dźwignią prostą na staw łokciowy na minutę przed końcem pojedynku Francuza Christophera Jacquelina.
Następnie 31 lipca 2015 na gali FEN 8: Summer Edition w Kołebrzegu pokonał przez techniczny nokaut w pierwszej rundzie Anglika Alexa O’Toole.
10 października 2015 w ostatniej walce dla federacji Arena Berserkerów wygrał ponownie poprzez techniczny nokaut, jednak tym razem z reprezentantem Węgier. Dla Różańskiego było to jego 8 zwycięstwo z rzędu.
Pierwszą porażkę odniósł w Rimini we Włoszech, gdzie podczas gali Venator FC 2, która odbyła się 12 grudnia 2015 uległ jednogłośnie na punkty Szwedowi Jackowi Hermanssonowi.

### ACB
W 2017 roku podpisał kontrakt z rosyjską organizacją, Absolute Championship Berkut. 1 kwietnia w debiucie podczas walki wieczoru gali ACB 56: Young Eagles 16 w Mińsku poddał duszeniem zza pleców w drugiej odsłonie Białorusina, Dmitrija Wojtowa.
Równo trzy miesiące później na ACB 84, która miała miejsce w gdańsko-sopockiej Ergo Arenie przegrał jednogłośną decyzją sędziowską z Bułgarem, Nikolą Dipczikowem.
Ostatni pojedynek dla rosyjskiej organizacji stoczył 7 kwietnia 2018 na ACB 84 w słowackiej Bratysławie. Zwyciężył przez poddanie Anglika, Dana Hope’a dźwignią prostą na staw łokciowy na 4 sekundy przed końcem drugiej rundy.

### Babilon MMA i EFM
15 grudnia 2018 w Raszynie podczas drugiej najważniejszej walce gali Babilon MMA 6 uległ decyzją jednogłośną Rafałowi Haratykowi.
Następnie dołączył do federacji European Fight Masters, znanej później pod nazwą EFM Show. 20 czerwca 2020 na gali EFM 3: No compromises w Dortmundzie zdobył pas mistrza EFM w wadze półciężkiej po poddaniu duszeniem trójkątnym rękoma w drugiej odsłonie Irlandczyka, Willa Fleury’ego.
Do pierwszej obrony tytułu EFM przystąpił 10 listopada 2020 podczas walki wieczoru gali EFM 4: Walka o Niepodległość przeciwko Litwinowi, Mantasowi Žukauskasowi. Rożański ponownie zwyciężył przez poddanie, jednak tym razem poprzez rzadką technikę zwaną duszeniem von flue.
W drugiej i jak dotąd ostatniej obronie pasa EFM podczas walki wieczoru imprezy EFM Show 1 pokonał jednogłośną decyzją sędziowską Michała Pasternaka.

### Bellator MMA
1 lutego 2022 ogłoszono, że podpisał kontrakt z amerykańską organizacją Bellator MMA. 13 maja 2022 w debiucie dla nowego pracodawcy na gali Bellator 281 w Londynie zwyciężył jednogłośnie na punkty z bardziej doświadczonym reprezentantem Anglii, Lee Chadwickiem.
W drugim występie dla Bellator MMA, który stoczył 25 lutego 2023 na Bellator 291 w irlandzkim Dublinie uległ jednogłośną decyzją sędziowską gospodarzowi kraju, Karlowi Moore’owi.
Następnie 7 października 2023 na jubileuszowej gali Bellator 300 w San Diego zmierzył się z byłym mistrzem ACA w wadze półciężkiej, Dowledżchanem Jagszimuradowem. Sędziowie punktujący trzykrotnie wskazali zwycięstwo Turkmena.
16 grudnia 2023 w podcaście dla portalu Polish Fighters Info poinformował, że jego kontrakt z Bellator MMA dobiegł końca.

### Niedoszły debiut w Cave MMA i KSW
Po rozstaniu się z amerykańską organizacją podpisał kontrakt z polską Cave MMA. Oczekiwano, że 1 marca 2024 w Jastrzębiu-Zdroju podczas walki wieczoru gali Cave MMA 4: Blood Circle podejmie Brazylijczyka, Cleitona Silvę. Pojedynek, który miał być eliminatorem do walki o pas kategorii półciężkiej nie doszedł do skutku przez kontuzję rywala, której doznał podczas rozgrzewki przed walką. W maju 2024 roku menadżer Różańskiego w wywiadzie dla portalu Mymma.pl zdradził, że Różański rozwiązał kontrakt z Cave MMA za porozumieniem stron, jak również wyjaśnił powód takiej decyzji, którą głównie było niewypłacenie gaży przez organizatora za nieodbyty pojedynek. Kilka dni później Różański za pośrednictwem mediów społecznościowych potwierdził informację o odejściu z Cave MMA oraz zapowiedział przejście do innej federacji.
W lipcu 2024 roku organizacja Konfrontacja Sztuk Walki ogłosiła zakontraktowanie Różańskiego oraz podała szczegóły jego debiutu. Oczekiwano, że 24 sierpnia tego samego roku na gali KSW 97 w Tarnowie stoczy walkę ze sklasyfikowanym na 2 miejscu w oficjalnym rankingu KSW wagi półciężkiej, Damianem Piwowarczykiem. Ostatecznie Różański musiał wycofać się z tego starcia w wyniku doznania kontuzji.
Do debiutu Różańskiego w największej polskiej federacji doszło 19 października 2024 podczas gali KSW 99, na której zastąpił Rafała Kijańczuka i zmierzył się z Vojtechem Garbą. Pierwotnie wydarzenie miało odbyć się w Ostrawie, jednak ze względu na trudną sytuację spowodowaną powodziami na północy Czech odbyło się w mniejszej hali PreZero Arenie Gliwice. Różański zwyciężył jednogłośnie na kartach punktowych.
8 marca 2025 podczas gali XTB KSW 104: Kuberski vs. Romanowski w Gorzowie Wielkopolskim, stoczył walkę ze sklasyfikowanym na 6 miejscu w oficjalnym rankingu KSW wagi półciężkiej, Bartoszem Leśko. Po bliskiej walce uległ rywalowi werdyktem jednogłośnym na kartach punktowych. Później sztab Różańskiego złożył oficjalny protest do organizacji, w związku z werdyktem i punktowaniem sędziów. Protest ten po kilku dniach został odrzucony. 

## Osiągnięcia

### Submission fighting
- 2010: VI Mistrzostwa Polski ADCC, kat. -87,9 kg zaawansowani – 2. miejsce[42]
- 2011: VII Mistrzostwa Polski ADCC – 2. miejsce[43]
- 2017: XIII Mistrzostw Polski Submission Fighting, kat. OPEN zaawansowani/pro – 2. miejsce[44]

### Brazylijskie jiu-jitsu
- 2009: V Mistrzostwa Polski BJJ, kat. -88,3 kg, senior purpurowe pasy – 2. miejsce[45]
- 2011: VII Mistrzostwa Polski BJJ, kat. Elita 94,3 – 1. miejsce[46]
- 2012: VIII Mistrzostwa Polski BJJ, kat. OPEN – 2. miejsce[47]
- 2012: VIII Mistrzostwa Polski BJJ, brązowe/czarne pasy kat. 94 kg – 1. miejsce[47]
- 2014: IV Pucharu Polski NO GI, brązowe pasy kat. 91,49 kg – 3. miejsce[48]
- 2015: Czarny pas[49]
- 2017: VII Mistrzostwa Polski NO-GI, kat. -91,5kg – 1. miejsce[50]

### Mieszane sztuki walki
- 2020-2021: Mistrz EFM Show w wadze półciężkiej[18]

## Lista zawodowych walk w MMA
| Wynik     | Bilans | Przeciwnik (bilans przed walką)    | Rozstrzygnięcie                             | Runda | Czas | Rozgrywki                            | Data       | Miejsce             | Uwagi                                                                               |
| --------- | ------ | ---------------------------------- | ------------------------------------------- | ----- | ---- | ------------------------------------ | ---------- | ------------------- | ----------------------------------------------------------------------------------- |
| Przegrana | 15-6   | Bartosz Leśko (14-5-2)             | Decyzja (jednogłośna)                       | 3     | 5:00 | XTB KSW 104: Kuberski vs. Romanowski | 08.03.2025 | Gorzów Wielkopolski |                                                                                     |
| Wygrana   | 15-5   | Vojtech Garba (8-5)                | Decyzja (jednogłośna)                       | 3     | 5:00 | KSW 99: Vojčák vs. Martínek          | 19.10.2024 | Gliwice             | Debiut w KSW.                                                                       |
| Przegrana | 14-5   | Dowledżchan Jagszimuradow (20-7-1) | Decyzja (jednogłośna)                       | 3     | 5:00 | Bellator 300                         | 07.10.2023 | San Diego           |                                                                                     |
| Przegrana | 14-4   | Karl Moore (10-2)                  | Decyzja (jednogłośna)                       | 3     | 5:00 | Bellator 291: Amosov vs. Storley     | 25.02.2023 | Dublin              |                                                                                     |
| Wygrana   | 14-3   | Lee Chadwick (27-15-1)             | Decyzja (jednogłośna)                       | 3     | 5:00 | Bellator 281: MVP vs. Storley        | 13.05.2022 | Londyn              | Debiut w Bellator MMA.                                                              |
| Wygrana   | 13-3   | Michał Pasternak (14-5)            | Decyzja (jednogłośna)                       | 5     | 5:00 | EFM Show 1: Różański vs. Pasternak   | 09.04.2021 | Łódź                | Obronił pas mistrzowski EFM Show w wadze półciężkiej. Main Event                    |
| Wygrana   | 12-3   | Mantas Žukauskas (5-2)             | Poddanie (duszenie von flue)                | 2     | 1:49 | EFM 4: Walka o Niepodległość         | 10.11.2020 | Szczecin            | Obronił pas mistrzowski EFM Show w wadze półciężkiej. Main Event                    |
| Wygrana   | 11-3   | Will Fleury (7-2)                  | Poddanie (duszenie trójkątne rękoma)        | 2     | 4:00 | EFM 3: No compromises                | 20.06.2020 | Dortmund            | Przejście do wagi półciężkiej. Zdobył pas mistrzowski EFM Show w wadze półciężkiej. |
| Przegrana | 10-3   | Rafał Haratyk (10-3-2)             | Decyzja (jednogłośna)                       | 3     | 5:00 | Babilon MMA 6: Pawlak vs. Skibiński  | 15.12.2018 | Raszyn              | Co-Main Event                                                                       |
| Wygrana   | 10-2   | Dan Hope (14-8)                    | Poddanie (dźwignia prosta na staw łokciowy) | 2     | 4:56 | ACB 84: Burrell vs. Agujev           | 07.04.2018 | Bratysława          |                                                                                     |
| Przegrana | 9-2    | Nikola Dipczikow (15-6)            | Decyzja (jednogłośna)                       | 3     | 5:00 | ACB 63: Celiński vs. Magalhaes       | 01.07.2017 | Gdańsk/Sopot        |                                                                                     |
| Wygrana   | 9-1    | Dmitrij Wojtow (16-5)              | Poddanie (duszenie zza pleców)              | 2     | 3:34 | ACB 56: Young Eagles 16              | 01.04.2017 | Mińsk               | Main Event                                                                          |
| Przegrana | 8-1    | Jack Hermansson (10-2)             | Decyzja (jednogłośna)                       | 3     | 5:00 | Venator FC 2                         | 12.12.2015 | Rimini              |                                                                                     |
| Wygrana   | 8-0    | Kovács Kami Kálmán (1-2)           | TKO (ciosy pięściami)                       | 1     | 2:17 | Arena Berserkerów 8: Exped Cup       | 10.10.2015 | Szczecin            | Co-Main Event                                                                       |
| Wygrana   | 7-0    | Alex O’Toole (2-2-1)               | TKO (ciosy pięściami w parterze)            | 1     | 1:43 | FEN 8: Summer Edition                | 31.07.2015 | Kołobrzeg           | Debiut w FEN. Limit umowny -88 kg.                                                  |
| Wygrana   | 6-0    | Christopher Jacquelin (6-1)        | Poddanie (dźwignia prosta na staw łokciowy) | 3     | 4:17 | Arena Berserkerów 7: Exped Cup       | 14.03.2015 | Szczecin            | Co-Main Event                                                                       |
| Wygrana   | 5-0    | Makhmud Muradov (7-4)              | Decyzja (jednogłośna)                       | 3     | 5:00 | Fighting Zone: Cage Time 1           | 10.12.2014 | Praga               | Co-Main Event                                                                       |
| Wygrana   | 4-0    | Makhmud Muradov (4-2)              | Poddanie (duszenie gilotynowe)              | 2     | 0:45 | Arena Berserkerów 3: Reaktywacja     | 11.05.2013 | Goleniów            |                                                                                     |
| Wygrana   | 3-0    | Kristian Lexell (7-3)              | KO (ciosy)                                  | 1     | 3:52 | Iron Fist 4                          | 05.11.2011 | Szczecin            | Waga półciężka.                                                                     |
| Wygrana   | 2-0    | Tarik Kuzucu (0-2)                 | Poddanie (duszenie trójkątne rękoma)        | 1     | 2:32 | La Onda Fight Club                   | 01.11.2009 | Magdeburg           |                                                                                     |
| Wygrana   | 1-0    | Lukas Janda (0-1)                  | Poddanie (duszenie zza pleców)              | 1     | 1:11 | Fight Club Berlin 12                 | 02.11.2008 | Berlin              |                                                                                     |